# Aneono pulcherrima
Aneono pulcherrima är en insektsart som beskrevs av George Willis Kirkaldy 1906. Aneono pulcherrima ingår i släktet Aneono och familjen dvärgstritar. Inga underarter finns listade i Catalogue of Life.